# Yecid Sierra
Yecid Arturo Sierra Sanchez (Facatativá, 16 augustus 1994) is een Colombiaans wielrenner die anno 2018 rijdt voor Manzana Postobón Team.

## Carrière
In 2012 werd Sierra, achter José Tito Hernández, tweede op het nationale kampioenschap op de weg voor junioren. In 2016 werd hij onder meer vijftigste in de Prueba Villafranca de Ordizia en zevende in het bergklassement van de Ronde van de Elzas.
Doordat zijn ploeg een stap hogerop deed werd Sierra in 2017 prof. Dat jaar nam hij onder meer deel aan de Brabantse Pijl en de Ronde van Madrid.

## Ploegen
- 2016 –  Manzana Postobón Team
- 2017 –  Manzana Postobón Team
- 2018 –  Manzana Postobón Team

Aguirre · Betancur · Bohórquez · Goikoetxea · Higuita · Molano · Muñoz · Osorio · Paredes · Parra · Restrepo · Reyes · Sierra · Suaza · Suesca · Villegas
Aguirre · Amador · Bohórquez · Bol · García · Higuita · Molano · Orjuela · Osorio · Paredes · Piedra · Reyes · Sierra · Suaza · Vilela · Villegas · Chía (stagiair) · Rivera (stagiair) · Ruiz (stagiair)
Aguirre · Amador · Bohórquez · Bol · Duarte · García · Higuita · Molano · Orjuela · Osorio · Paredes · Parra · Reyes · Sierra · Suaza · Vilela · Villegas